# Anna Brzęk
Anna Monika Brzęk – polska fizjoterapeuta, dr hab. nauk o zdrowiu, profesor uczelni Katedry Fizjoterapii Wydziału Nauk o Zdrowiu w Katowicach Śląskiego Uniwersytetu Medycznego.

## Życiorys
W 2001 ukończyła studia fizjoterapii w Akademii Wychowania Fizycznego w Katowicach, 11 maja 2009 obroniła pracę doktorską Siła i wytrzymałość siłowa mięśni posturalnych u dzieci i młodzieży ze skoliozami niskostopniowymi, 29 października 2018 habilitowała się na podstawie pracy zatytułowanej Czynniki wpływające na kształtowanie prawidłowej postawy ciała u dzieci i młodzieży oraz sposoby zapobiegania nieprawidłowościom w jej obrębie.
Została zatrudniona na stanowisku asystenta w Katedrze Fizjoterapii na Wydziale Opieki Zdrowotnej Śląskiego Uniwersytetu Medycznego w Katowicach.
Jest profesorem uczelni Katedry Fizjoterapii Wydziału Nauk o Zdrowiu w Katowicach Śląskiego Uniwersytetu Medycznego i członkiem Rady Dyscypliny Naukowej - Nauk o Zdrowiu Śląskiego Uniwersytetu Medycznego w Katowicach.